# Museu Etnològic d'Ador
El Museu Etnològic d'Ador és un espai cultural situat a la localitat d'Ador, a la comarca de la Safor, al País Valencià. Se centra en la història i els costums locals. És de titularitat i gestió pública, sent l'Ajuntament d'Ador l'encarregat de la mateixa.Va ser inaugurat el 2008 en un edifici centenari del centre de la població. El 2009, va ser reconegut dins de la Col·lecció Museogràfica Permanent de la Conselleria de Cultura.
Aquest museu es va concebre també com un espai on promocionar artistes locals, així com un lloc on dur a terme activitats de caràcter didàctic destinades a la població local i en concret als més petits.
L'any 2017 entrà a formar part de la Xarxa de Museus Etnològics Locals, coordinada pel Museu Valencià d'Etnologia.
L'edifici on es va instal·lar el museu havia estat anteriorment seu del Consistori local, consistint en un edifici de finals del s. XIX, amb façana de maçoneria. El museu es divideix en dos espais:
- una sala acull la col·lecció permanent del Museu (unes 200 peces, estris, eines i objectes de tota mena, utilitzats en les feines del camp i de la llar i els quals han estat molts aportats pels mateixos veïns, de les quals al voltant de 150 estan exposades) Aquesta col·lecció es pot considerar la memòria viva dels costums i tradicions del poble (destacant els instruments utilitzats en l'elaboració de la passa, l'apicultura) També hi ha peces d'extraordinari valor, com un rellotge solar d'època Imperial Romana, molt probablement del s. III d. C., així com altres peces d'aquesta mateixa època.[7]
- una altra sala està destinada a exposicions temporals.

L'any 2022, la col·lecció permanent va ampliar la seva exposició en incorporar peces donades per Frederic Artés, un veí de Llocnou de Sant Jeroni. que s'empraven per al cultiu de la vinya i l'elaboració de la passa al segle XIX i principis del XX.